# Хаппе, Урсула
Урсула Хаппе (нем. Ursula Happe, урождённая Крей, нем. Krey; 20 октября 1926, Данциг — 26 марта 2021, Дортмунд, Северный Рейн-Вестфалия) — немецкая пловчиха, чемпионка летних Олимпийских игр 1956 года на дистанции 200 м брассом, чемпионка Европы 1954 года, 18 раз чемпионка Германии.

## Биография
Урсула Крей родилась в 1926 году в Данциге. Она начала заниматься плаванием в 4-летнем возрасте. Окончила школу в 1943 году. Во время Второй мировой войны Урсула служила в Женской службе труда. После войны семья вынуждена была уехать из Данцига. Урсула, её мать и две маленькие сестры переселились в Германию, где жили в Шлезвиг-Гольштейне и Бремене.
В 1949 году Крей присоединилась к клубу Neptun Kiel, в составе которого победила на Чемпионате стране по плаванию на дистанциях брассом и баттерфляем. В 1950 году Урсула вышла замуж за своего тренера Гюнтера Хаппе. Они переехали в Дортмунд. Их сын Томас стал гандболистом, серебряным призёром летних Олимпийских игр 1984 года. Двух детей Хаппе родила в перерывах между участием в Олимпийских играх.
Хаппе приняла участие в летних Олимпийских играх 1952 года, однако не заняла призовых мест. На Чемпионате Европы по водным видам спорта 1954 года в Турине она победила на дистанции 200 м брассом, а также завоевала бронзовую медаль на дистанции 100 м баттерфляем. На летних Олимпийских играх 1956 года Хаппе как представительница объединённой германской команды победила на дистанции 200 м брассом, обойдя чемпионку предыдущих игр Эву Секей. Хаппе 18 раз побеждала на Чемпионате Германии по плаванию на различных дистанциях.
В 1954 и 1956 годах Хаппе была удостоена высшей спортивной награды Германии Серебряного лаврового листа, а также включена в список 10 спортсменов года Германии. Доминиканская Республика выпустила почтовую марку с пловчихой. В 1996 году Хаппе была награждена орденом «За заслуги перед землёй Северный Рейн-Вестфалия». В 1997 году она была включена в Зал Славы мирового плавания.
Хаппе скончалась в 2021 году на 95-м году жизни.